# Aldeanueva del Codonal
Aldehuela del Codonal là một đô thị thuộc tỉnh Segovia, Castile và León, Tây Ban Nha. Theo điều tra dân số năm 2004 (INE), đô thị này có dân số 45 người.